# Dwór w Mniszkowie

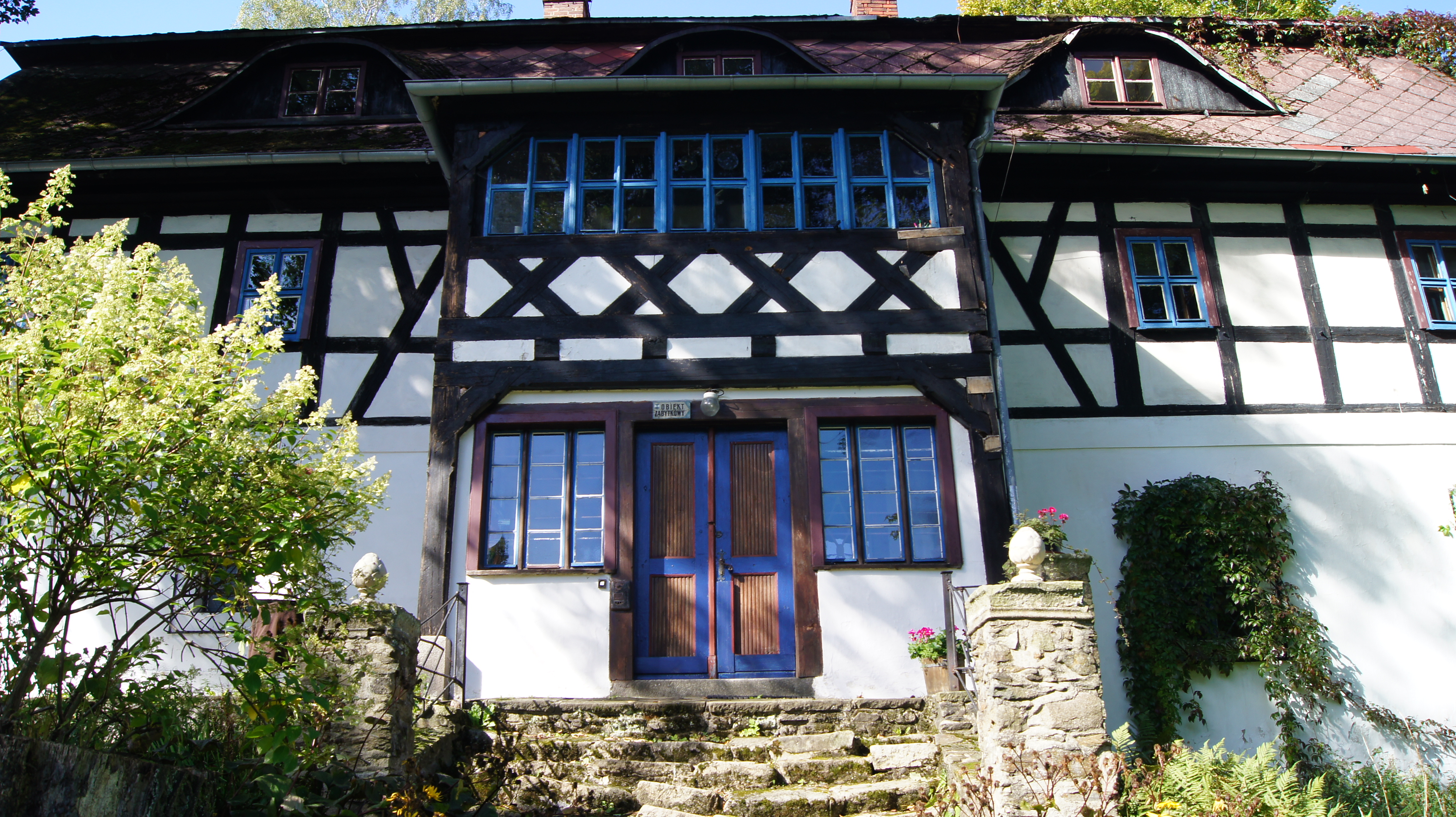
Front dworu

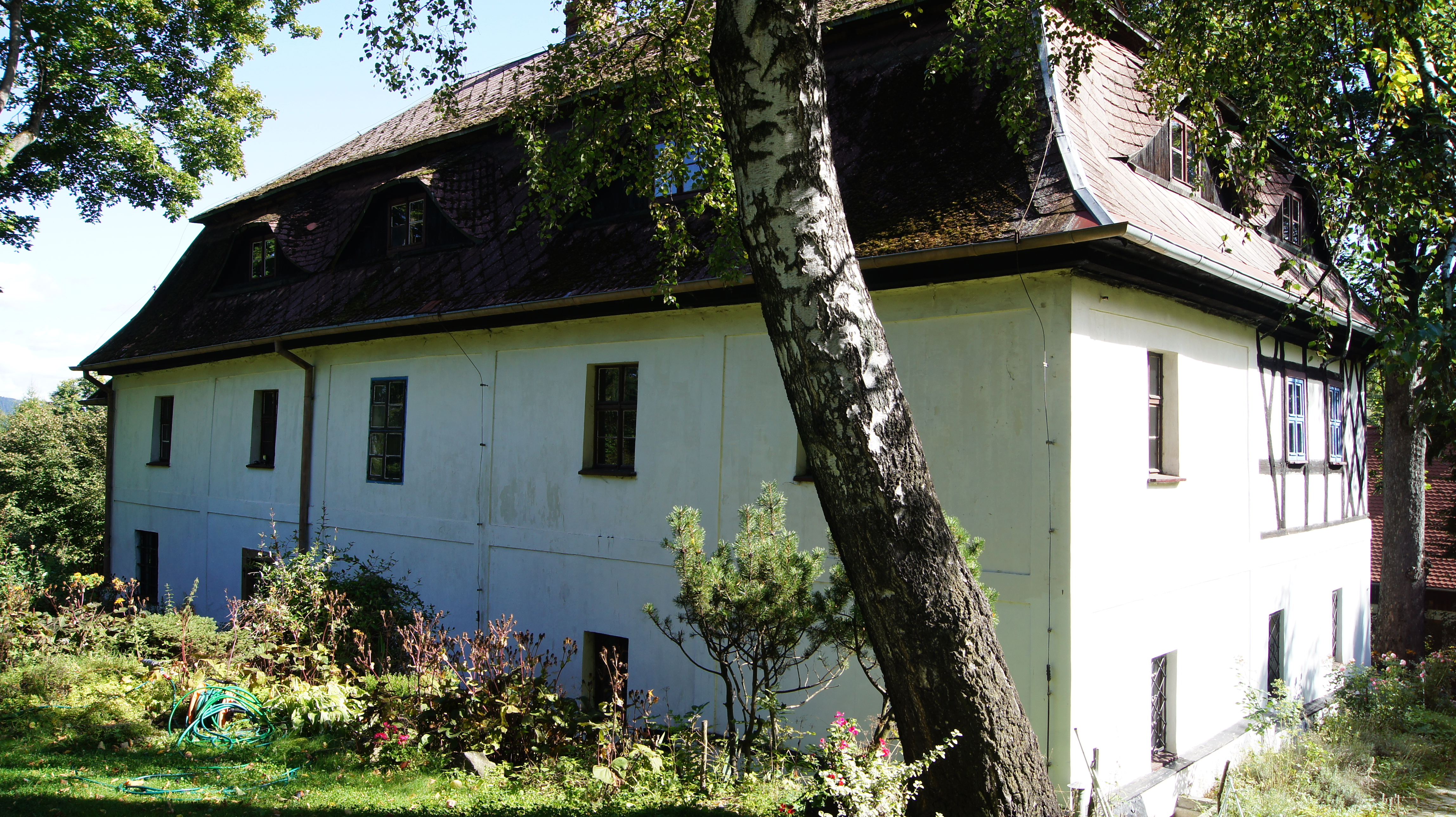

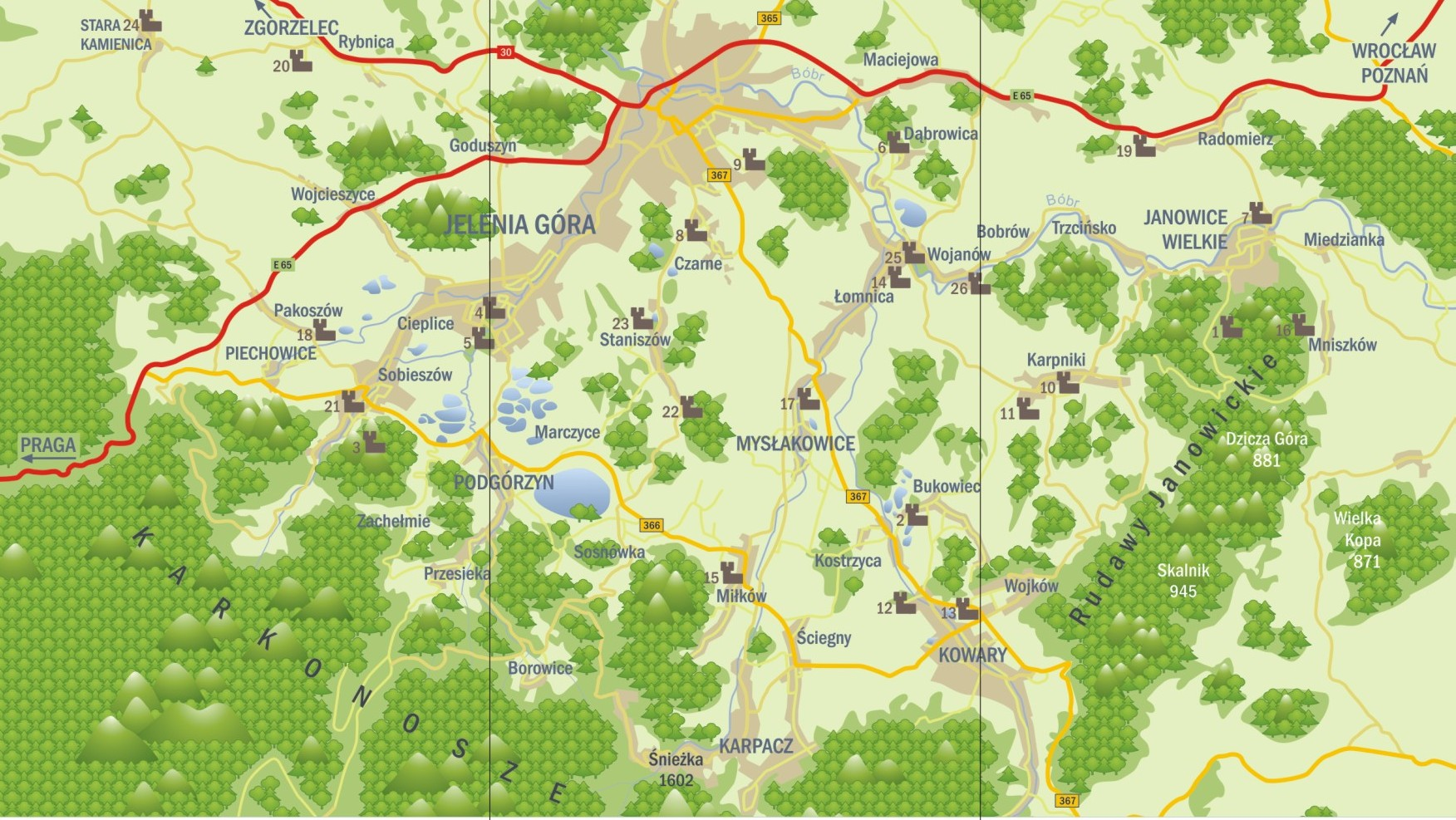
Dolina Pałaców i Ogrodów-mapa

Dwór w Mniszkowie – zabytkowy dwór znajdujący się w województwie dolnośląskim, w powiecie karkonoskim, w gminie Janowice Wielkie, w Mniszkowie.
Dwór usytuowany jest na skraju skarpy w południowym końcu wsi, oddalony kilkadziesiąt metrów na zachód od głównej wiejskiej drogi.

## Historia
Historia Mniszkowa sięga początków XIV w., ówcześnie wieś należała do Alberta Bavarusa. W II połowie XIV w. folwark sprzedaje Heinrich Beier, Clericusowi Boltze, panu z zamku Sokolec. Obiekt, który doczekał dzisiejszych czasów, wzniesiono w 1728 roku (datę umieszczono w portalu). Dwór przeznaczony był prawdopodobnie dla rodziny Geier. Spis mieszkańców Mniszkowa z lat 80. XVIII w. wymienia Johanna Geiera jako właściciela domu. W wieku XX dwór był własnością: 1908–1921 Alberta von Ledebur, przeprowadził on gruntowny remont, projektantem zmian był Paul Schulze-Naumburg; 1921–1945 baronowej Christy von Renthe-Fink.

## Opis obiektu
Dwór założony na planie prostokąta z przybudówkami od wschodu i północy. Obiekt 2-kondygnacyjny, z piętrem o konstrukcji szachulcowej, nakryty dachem mansardowym z lukarnami. Wnętrze 2-traktowe, na osi sień z klatką schodową. Pomieszczenia parteru nakryte sklepieniami żaglastymi, prócz sieni i wielkiej sali – sklepienia belkowe. Na polichromii stropu sieni przedstawiono sceny dworskie, sceny życia górników i marynistyczne oraz personifikacje pór roku.